# Arduino Romoli
Arduino Romoli (Firenze, 30 dicembre 1916 – ...) è stato un calciatore e allenatore di calcio italiano, di ruolo portiere.

## Carriera
Cresciuto nel Le Signe, passa in prestito dapprima alla Fiorentina e successivamente alla Lucchese, dove poi si trasferisce definitivamente. Dopo la guerra gioca una stagione in Serie A con la Fiorentina, proveniente dal Vicenza che lo aveva posto in lista di trasferimento nel 1946.